# Duingt
Duingt är en kommun i departementet Haute-Savoie i regionen Auvergne-Rhône-Alpes i sydöstra Frankrike. Kommunen ligger i kantonen Seynod som tillhör arrondissementet Annecy. År 2022 hade Duingt 1 069 invånare.

## Befolkningsutveckling
Antalet invånare i kommunen Duingt
| Referens: INSEE |